# (7990) 1981 SN1
(7990) 1981 SN1 là một tiểu hành tinh vành đai chính. Nó được phát hiện bởi Norman G. Thomas ở Anderson Mesa Đài thiên văn Lowell south thuộc Flagstaff, Arizona, ngày 16 tháng 9 năm 1981.